# Sam Hill (rugbista)
Sam Hill (Exeter, Reino Unido, 1 de julio de 1993) es un jugador de rugby union, que juega como centro en los Sale Sharks de la Premiership Rugby. Hizo su debut en la Premiership el 28 de enero de 2012 con los Exeter Chiefs contra los Wasps.

## Carrera en clubes
Asistió a la escuela primaria Cheriton Bishop antes de pasar a Queen Elizabeths Community College en Crediton RFC, en los que jugó hasta los 15 años. Fue seleccionado para el equipo sub-16 de Inglaterra y se trasladó a Ivybridge College para los dos años siguientes.
Pasó los primeros años de su carrera profesional con doble registro en los Cornish Pirates para ayudar a su desarrollo como jugador.
Ha sido un jugador habitual en los equipos juveniles de Inglaterra desde su debut anotando un try contra el XV invitacional de Namibia. También fue seleccionado para jugar en los England Saxons, ganando una cap y siendo convocado para el equipo de entrenamiento previo al tour de la selección inglesa por Nueva Zelanda.
El 13 de marzo de 2020, dejó Exeter Chiefs para unirse a los rivales de estos en la Premiership, Sale Sharks, con un contrato de dos años a partir de la temporada 2020-21.

## Carrera internacional
Fue convocado por primera vez para formar parte del equipo nacional de Inglaterra,  por parte del nuevo entrenador Eddie Jones, el 13 de enero de 2016 para el Campeonato de las Seis Naciones de ese año.